# Reckoning (Andor)
"Reckoning" es el tercer episodio de la serie de televisión estadounidense Andor, basada en Star Wars creada por George Lucas. Fue escrito por Tony Gilroy y dirigido por Toby Haynes.
El episodio está protagonizado por Diego Luna como Cassian Andor, quien repite su papel de la película derivada de Star Wars, Rogue One (2016). Haynes fue contratado en septiembre de 2020 después de un retraso en la producción debido a la pandemia de COVID-19, y Gilroy se unió a la serie como showrunner a principios de 2019, reemplazando a Stephen Schiff. Ambos son productores ejecutivos junto a Luna y Kathleen Kennedy.
"Reckoning" se estrenó en Disney+ el 21 de septiembre de 2022 junto con los 2 primeros capítulos de la serie.

## Trama
Mientras Cassian se prepara para su escape, se encuentra con Brasso y le pide que pueda ver y cuidar a Maarva. Luthen llega a Ferrix y tras ser informado por Bix, se encuentra con Cassian en una fábrica abandonada. Karn y Mosk también aparecen con una docena de agentes de seguridad. Allanan a Maarva, que se niega a cooperar, causando el rechazo del resto de los ciudadanos y comienzan a sonar objetos para intimidarlos. 
Al interceptar una transmisión de Cassian a B2EMO, Karn señala la posición de Cassian. Luthen escucha la propuesta de Cassian de vender la Unidad Starpath y dejar Ferrix. Sin embargo, Luthen intenta persuadirlo para que se una a él a luchar contra el imperio, citando su éxito repetido en el robo y el sabotaje de barcos imperiales; Cassian responde con desconfianza a su propuesta. Cuando los oficiales de Karn rodean y asaltan la fábrica, los dos hombres escapan a un hangar de deslizadores y someten a Karn. Después de enterarse de que Timm lo delató a Pre-Mor, Bix se apresura a ayudar a Cassian, solo para ser detenida por los oficiales. Timm muere de un disparo de un oficial cuando intenta intervenir. Brasso sabotea y destruye la cápsula a la que llegaron los agentes de seguridad. Luthen y Cassian llenan de explosivos un vehículo para usarlo como distracción y escapan del planeta, mientras Mosk solicitan la evacuación y Karn contempla atónito el fracaso de la misión. 
En un flashback, Kassa explora la nave cuando se encuentra con Maarva y su esposo, Clem, que resultan ser carroñeros en busca de especies. Sabiendo que una nave de la República viene en camino, Maarva lo pone a dormir y decide llevarlo con ellos; mientras Kassa despierta y contempla el paisaje, en el presente Cassian también lo hace en la nave de Luthen.

## Producción

### Desarrollo
El CEO de Disney, Bob Iger, anunció en febrero de 2018 que había varias series de Star Wars en desarrollo, y en noviembre se reveló que una de ellas sería una precuela de la película Rogue One (2016). La serie fue descrita como un programa de suspenso de espías centrado en el personaje Cassian Andor, con Diego Luna retomando su papel de la película. Jared Bush desarrolló originalmente la serie, escribiendo un guion piloto y una biblia de la serie para el proyecto.  A fines de noviembre, Stephen Schiff fue contratado como showrrunner y productor ejecutivo de la serie.  Tony Gilroy, quien fue acreditado como coguionista de Rogue One y supervisó extensas regrabaciones de la película,  se unió a la serie a principios de 2019 cuando discutió los primeros detalles de la historia con Luna.  La participación de Gilroy se reveló en octubre, cuando estaba listo para escribir el primer episodio, dirigir varios episodios y trabajar junto a Schiff;  Gilroy había reemplazado oficialmente a Schiff como showrunner en abril de 2020.  Para entonces, se habían llevado a cabo seis semanas de preproducción de la serie en el Reino Unido, pero esto se detuvo y la producción de la serie se retrasó debido a la pandemia de COVID-19.   La preproducción había comenzado nuevamente en septiembre antes del inicio planificado de la filmación el próximo mes. En ese momento, Gilroy, que reside en Nueva York, decidió no viajar al Reino Unido para la producción de la serie debido a la pandemia y, por lo tanto, no pudo dirigir el primer episodio de la serie. En cambio, se contrató a Toby Haynes, con sede en el Reino Unido, que ya estaba "alto en la lista" de posibles directores de la serie, para dirigir los primeros tres episodios. Gilroy seguiría siendo productor ejecutivo y showrunner. En diciembre de 2020, se reveló que Luna sería productor ejecutivo de la serie. 
El tercer episodio, titulado "Reckoning", fue escrito por Tony Gilroy.

### Escritura
Los flashbacks en el episodio revelaron que el nombre de nacimiento de Andor es Kassa y una de las razones principales para incluir los flashbacks fue explicar el acento de Andor.Originalmente había creado la historia del origen de Andor mientras escribía la serie, y optó por incluirla antes en la serie para evitar tener que "llevarla a lo largo de todo el programa". Al describirlo además como una "pieza contenida", también comentó "en algún momento, a mí [Gilroy] se le debe haber ocurrido el patrón de corte, y luego lo interesante fue cómo contar realmente la historia del joven Cassian, cómo estirar eso y cómo sacarle el máximo provecho". El episodio muestra a Maarva y su esposo, Clem, buscando partes de una nave espacial estrellada en Kenari, y luego encontrando y adoptando a Andor. La actriz Fiona Shaw había sentido que la situación de Maarva era similar a la de Detroit en la década de 1970, donde "la gente reciclaba pedazos de automóviles".  Shaw sintió que su adopción de Andor la había "salvado", ya que le había dado a alguien a quien amar.  Cuando Maarva dice "Así suena un ajuste de cuentas" en respuesta a los funcionarios imperiales que asaltaron su casa para buscar a Andor, Shaw opinó que Maarva había experimentado previamente opresión bajo el régimen del Imperio, diciendo: "Disfruté eso porque lo que también estaba escrito en él está el sentimiento que Maarva ha tenido en estos momentos anteriores, de la misma manera que alguien podría recordar los años 1960 y cuando murió la revolución". 
El episodio consistió en la primera representación de la escala de tiempo ABY/DBY (antes o después de la Batalla de Yavin) en cualquier serie o película de Star Wars cuando presentó ABY 5 en la pantalla durante la escena de apertura. Anteriormente, solo los fanáticos usaban la escala para crear una línea de tiempo de los eventos de la franquicia, con un punto cero en la Batalla de Yavin en A New Hope con la destrucción de la primera Estrella de la Muerte.

### Casting
El episodio está protagonizado por Diego Luna como Cassian Andor, Stellan Skarsgard como Luthen Rael, Kyle Soller como Syril Karn, Adria Arjona como Bix Caleen, Fiona Shaw como Maarva Andor, Joplin Sibtain como Brasso, Alex Ferns como Linus Mosk, James McArdle como Timm Karlo y Rupert Vansittart como Chief Hyne. 

### Rodaje
El rodaje comenzó en Londres, Inglaterra, a finales de noviembre de 2020, con la producción basada en Pinewood Studios. La serie fue filmada bajo el título provisional Pilgrim,  y fue la primera serie de Star Wars de acción en vivo que no hizo uso de la tecnología de fondo digital StageCraft. Los lugares de rodaje incluyeron Black Park en Buckinghamshire, Inglaterra para las escenas retrospectivas, así como en Middle Peak Quarry en Derbyshire, Inglaterra. 

### Música
Nicholas Britell compuso la partitura musical del episodio.   La banda sonora del episodio se lanzó en octubre de 2022 como parte del primer volumen de la serie. El volumen también consistió en la banda sonora del episodio 4.

## Lanzamiento
"Reckoning" se lanzó en Disney+ el 21 de septiembre de 2022 junto con los 2 primeros episodios.

## Recepción

### Audiencia
Los primeros tres episodios se lanzaron al mismo tiempo y, según Nielsen Media Research, que mide la cantidad de minutos vistos por el público estadounidense en los televisores, Andor fue la sexta serie original más vista en los servicios de transmisión durante la semana del 19 al 25 de septiembre de 2022, con 624 millones de minutos vistos.

### Respuesta crítica
El sitio web del agregador de reseñas Rotten Tomatoes informa un índice de aprobación del 93% con una calificación promedio de 7.70/10, según 108 reseñas. El consenso crítico del sitio dice: "Llevando su arco incitador a un final satisfactorio, Andor comienza a tomar forma a medida que el rebelde sin causa de Diego Luna descubre un propósito más grandioso".

### Elogios
En los Golden Reel Awards 2022, el episodio fue nominado a Logro destacado en edición de sonido: efectos de formato largo de transmisión y Foley. En los 21st Visual Effects Society Awards, el episodio fue nominado a Mejor entorno creado en un episodio, comercial o proyecto en tiempo real.